# Pierre Fränckel
Lennart Pierre Fränckel, född 13 september 1934 i Oscars församling, Stockholm, död 5 juli 2004 i Värmdö församling, Stockholms län, var en svensk skådespelare, regissör, producent och teaterchef. Fränckel använde sig av namnet Pierre Nyblom 1955–1968 vid inspelning av filmroller.

## Biografi
Fränckel var rektor för Dramatiska Institutet 1973–1978, chef för Uppsala Stadsteater 1981–1985 och chef för Länsteatern i Örebro 1978–1991. Han var även VD för Sveriges Riksteater 1992–1997. 1991 grundade han tillsammans med Basia Frydman och Tomas Laustiola Judiska teatern i Stockholm.
Pierre Fränckel var son till fondmäklaren Pierre Fränckel och Ann Marie, ogift Nyblom, samt dotterson till Holger Nyblom. Han var från 1973 gift med Ulla Widerberg (född 1943).

## Filmografi
- 1955 – Sista ringen
- 1956 – Flickan i frack
- 1957 – Gårdarna runt sjön
- 1957 – Mamma tar semester
- 1968 – Jag är nyfiken - blå
- 1975 – Fem dagar i Falköping
- 1976 – Hallo Baby
- 1991 – Freud flyttar hemifrån
- 1994 – Zorn
- 1997 – Beck – Lockpojken

### TV-produktioner
- 1959 – Midsommardröm i fattighuset
- 1985 – August Strindberg ett liv
- 1985 – Lösa förbindelser (TV-serie)
- 1987 – Varuhuset (TV-serie)
- 1989 – Hassel – Slavhandlarna
- 1991 – På öppen gata
- 1994 – Svensson, Svensson (TV-serie)
- 1995 – Anmäld försvunnen (TV-serie)
- 1998 – Rederiet (TV-serie)
- 1998 – Längtans blåa blomma (TV-serie)
- 2000 – Judith (TV-serie)
- 2005 – Graven (TV-serie)

## Teater

### Roller
| År   | Roll        | Produktion                                | Regi             | Teater                  |
| ---- | ----------- | ----------------------------------------- | ---------------- | ----------------------- |
| 1957 | Graham Dodd | Glädjespridaren John Osborne              | Per Gerhard      | Vasateatern             |
| 1959 |             | En midsommarnattsdröm William Shakespeare | Sandro Malmquist | Skansens friluftsteater |
| 1959 | Hatcher     | Ungdoms ljuva fågel Tennessee Williams    | Per Gerhard      | Vasateatern             |

### Regi
| År   | Produktion                              | Upphovsmän                                                                              | Teater            |
| ---- | --------------------------------------- | --------------------------------------------------------------------------------------- | ----------------- |
| 1961 | Spöket på Canterville                   | Bernt Callenbo                                                                          | Malmö stadsteater |
| 1968 | Hår Hair                                | James Rado, Gerome Ragni och Galt MacDermot                                             | Scalateatern      |
| 1968 | Spelman på taket Fiddler on the Roof    | Joseph Stein, Jerry Bock och Sheldon Harnick Översättning Alf Hambe och Pierre Fränckel | Malmö stadsteater |
| 1970 | Oss pojkar emellan The Boys in the Band | Mart Crowley Översättning Ingmar Björkstén                                              | Malmö stadsteater |
| 1979 | Tartuffe Tartuffe, ou l'Imposteur       | Molière Översättning Allan Bergstrand                                                   | Örebroensemblen   |
| 1980 | I vackra drömmars land                  | Lars Björkman                                                                           | Riksteatern       |
| 1986 | Spökhotellet L'Hôtel du libre-échange   | Georges Feydeau                                                                         | Riksteatern       |
| 1986 | Leva loppan La puce à l'oreille         | Georges Feydeau                                                                         | Vasateatern       |
| 1991 | Spelman på taket Fiddler on the Roof    | Jerry Bock, Sheldon Harnick och Joseph Stein                                            | Riksteatern       |